# Luboš Perek

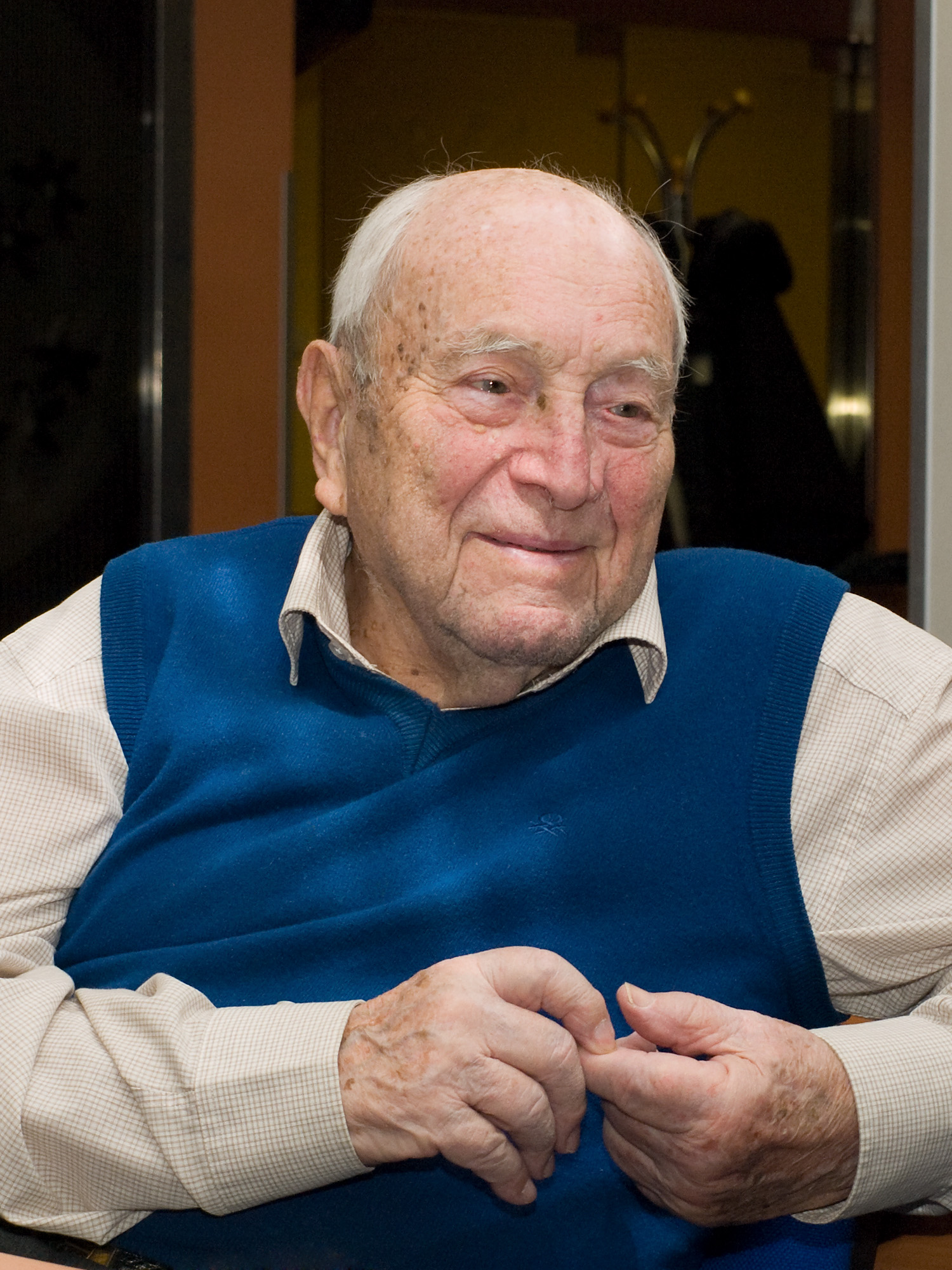
Luboš Perek (2013)

Luboš Perek (* 26. Juli 1919 in Prag; † 17. September 2020) war ein tschechischer Astronom. Er wurde besonders durch den zusammen mit Luboš Kohoutek erstellten und 1967 veröffentlichten Perek-Kohoutek-Katalog bekannt.

## Leben und Wirken
Luboš Perek wurde als Sohn von Zdeněk Perek und Vilemína Trappová in Prag geboren. Er studierte an der Masaryk-Universität, wo er 1946 abschloss und Assistent am astronomischen Institut wurde. 1956 ging er an das astronomische Institut der Tschechoslowakischen Akademie, wo er 1961 den Doktortitel erlangte. Anschließend ging er zur International Astronomical Union, wo er mehrere Positionen innehatte. Unter anderem war er von 1967 bis 1970 ihr Generalsekretär und von 1973 bis 1976 Präsident der Kommission 33 für Struktur und Dynamik galaktischer Systeme, der er bis 2015 als Mitglied angehörte.
Perek war assoziiertes Mitglied der Royal Astronomical Society, der International Academy of Astronautics, der Deutschen Akademie der Naturforscher Leopoldina (seit 1974), der Académie de l'air et de l'espace, des Internationalen Wissenschaftsrats, der International Astronautical Federation (Präsident von 1981 bis 1982), der Gelehrten Gesellschaft der Tschechischen Republik und war von 1992 bis 2003 tschechischer Abgesandter zum Ausschuss für die friedliche Nutzung des Weltraums der Vereinten Nationen.

## Ehrungen
- Luboš Kohoutek entdeckte 1972 einen Asteroiden, der später nach Perek benannt wurde: (2900) Luboš Perek[6][7]
- Jules-Janssen-Preis der Société astronomique de France, 1992
- Goldmedaille der Masaryk-Universität, 1994[8]